# Thank You (Gotthard)
Thank You è il quarto singolo estratto da Bang!, undicesimo album in studio della rock band svizzera Gotthard.
È stato pubblicato l'8 maggio 2015 in formato digitale.

## Tracce
1. Thank You (Radio Edit) – 3:14
2. Thank You (Live Version) – 10:08

## Formazione
- Nic Maeder - voce
- Leo Leoni - chitarra
- Freddy Scherer - chitarra
- Marc Lynn - basso
- Hena Habegger - batteria

### Altri musicisti
- Melody Tibbits - voce